# Thomas Thomasberg
Thomas Thomasberg (* 15. Oktober 1974) ist ein dänischer Fußballtrainer und ehemaliger Fußballspieler. Er besitzt die Lizenz des Fachübungsleiters und trainiert seit März 2023 den Erstligisten FC Midtjylland.

## Karriere als Spieler und Trainer
Thomas Thomasberg stand während seiner aktiven Laufbahn bei Aalborg BK und beim FC Midtjylland unter Vertrag. Aalborg BK gewann während der Anwesenheit von Thomasberg im Klub sowohl 1995 als auch 1999 die dänische Meisterschaft. Später lief er für den FC Midtjylland auf, wo er im September 2004 seine aktive Laufbahn beendete.
Nachdem Thomasberg Co-Trainer im mitteljütischen Herning, wo der FC Midtjylland seine Heimspiele austrägt, war, übernahm er zur Saison 2008/09 das Amt des Cheftrainers und bekleidete diesen Posten bis zu seiner Entlassung am 11. August 2009. Zum 1. Januar 2010 wurde er neuer Trainer des Drittligisten FC Hjørring und führte den Klub zum Aufstieg in die zweithöchste dänische Spielklasse. Bereits nach einem halben Jahr wechselte Thomas Thomasberg zum Zweitligisten FC Fredericia, Nachdem der Verein in der Saison 2010/11 den sechsten Platz und in der Folgesaison den siebten Rang belegt hatte, wurde Thomasberg am 8. April 2013 entlassen. In der Folgezeit war er Co-Trainer bei Randers FC, ehe Thomas Thomasberg am 4. Januar 2017 zum neuen Trainer bei Hobro IK befördert wurde. Mit Hobro IK stieg er in die Superliga, der höchsten dänischen Spielklasse, auf und führte die Nordjüten in der Folgesaison zum Klassenerhalt. Zur Saison 2018/19 wurde Thomasberg neuer Trainer seines ehemaligen Klubs Randers FC.
Nachdem er sich mit Randers nach Abschluss der Vorrunde der Saison 2022/23 zum dritten Mal in Folge als Fünfter für die anschließende Meisterrunde qualifiziert hatte, wechselte Thomasberg zum amtierenden Pokalsieger FC Midtjylland.